# Dvostruki križ
Dvostruki križ (lorenski, patrijaršijski, dupli) sastoji se od jedne okomite linije, koja pri vrhu pod pravim kutom siječe dvije kraće vodoravne linije, koje su jedna ispod druge, od kojih je niža obično duža. Rasprostranjen je na područjima pod povijesnim utjecajem Bizanta odnosno pravoslavlja i grkokatoličanstva. Pored toga čini osnovu grbova Mađarske i Slovačke, većeg broja slovačkih gradova, a od njega je nastao i srednjovjekovni grb francuske pokrajine Lorene, po kojoj se u zapadnoj terminologiji i naziva lorenski križ.

## Podrijetlo
Dvostruki križ je nastao u Bizantu u kojem je činio oblik vladarskog žezla do propasti Bizanta. Odatle se proširio po zemljama pod bizantskim utjecajem. Sveti Ćiril i Metod donijeli su ga sa sobom u Moravsku u svojoj misiji među tamošnjim Slavenima, gdje je široko prihvaćen i vrlo uskoro postao grb Nitranske kneževine.
Dvostruki križ stiže u Lorenu za vrijeme Svatopluka Koruškog (870. – 900.), izvanbračnog sina Arnulfa Koruškog (850. – 899.) koji mu je dao na upravu Lorensku kraljevinu. Smatra se, da je on postavio dvostruki križ kao grb Lorene, preuzevši ga od svog kuma velikomoravskog kralja Svatopluka I. (830. – 894.), koji je bio nitranski knez, prije nego što je postao velikomoravski kralj.
Kada je Mađarska ovladala prostorima Nitranske kneževine tijekom 10. i 11. stoljeća, dvostruki križ postaje sastavni dio mađarskog grba. To se vidi na novčićima prvog mađarskog kralja Stjepana I. Svetog oko 1000. godine, koji je prethodno bio nitranski knez odakle je vjerojatno preuzeo dvostruki križ.

## Značenje
Dvostruki križ označava državnu samostalnost. Ovo tumačenje vodi porijeklo iz Bizanta, čiji su vladari imali žezla u obliku dvostrukog križa, koja su značila da njihova država ima svjetovnu i crkvenu vlast, što su simbolizirale dvije vodoravne linije. U prilog ovome govore i ktitorski portreti srpskih vladara u srednjem vijeku koji su u rukama imali žezla u obliku dvostrukog križa.
Sam oblik tumači se križem na kojem je raspet Isus Krist. Gornja (kraća) vodoravna linija predstavlja pločicu, na kojoj je bio natpis INRI tj. lat. Iesus Nazarenus Rex Iudaeorum (hrv. Isus Nazarećanin Kralj židovski). Poncije Pilat je naredio, da se ta pločica zakvači iznad raspetoga Isusa, prema Evanđelju po Ivanu (Iv, 19,19). Niža (duža) vodoravna linija predstavljala je gredu za koju su prikovane Isusove ruke.
Prvi hrvatski novac - banovac, imao je dvostruki križ na naličju.

## Galerija
- Najstariji grb Mađarske.
- Grb Slovačke.
- Lorenski križ kao dio odore francuske vojske u Drugom svjetskom ratu.
- Grb Minskog vojvodstva, područja grada Minska u Poljsko-Litavskoj Uniji.